# Soudat
Soudat là một xã, nằm ở tỉnh Dordogne vùng Aquitaine của Pháp. Xã này có diện tích 8,82 kilômét vuông, dân số năm 2006 là 82 người. Xã nằm ở khu vực có độ cao trung bình 250 m trên mực nước biển.

## Hành chính
| Danh sách các xã trưởng                |             |                     |                  |          |
| Giai đoạn                              | Giai đoạn   | Tên                 | Đảng             | Tư cách  |
| tháng 3 năm 2001                       | đương nhiệm | Jean-Claude Rathier | không chính thức | nông dân |
| Tất cả các dữ liệu trước đây không rõ. |             |                     |                  |          |

## Thông tin nhân khẩu
| Năm    | 1962 | 1968 | 1975 | 1982 | 1990 | 1999 | 2006 |
| ------ | ---- | ---- | ---- | ---- | ---- | ---- | ---- |
| Dân số | 150  | 121  | 98   | 99   | 78   | 72   | 82   |